# 언바벨
언바벨(Unbabel)은 인공지능 기반의 인간 번역 플랫폼이다. 이 회사는 포르투갈 리스본과 캘리포니아주 샌프란시스코에 본사를 두고 있다.
언바벨은 신경망 기계 번역과 기계 학습, 그리고 크라우드소싱 모델을 결합하여 다른 번역 서비스 제공업체와 차별화한다. 언바벨이라는 이름은 바벨탑의 성경 이야기에서 유래했다. 이 회사는 고객 서비스 커뮤니케이션 번역에 중점을 두고 있다.

## 역사
언바벨은 2013년 8월 바스코 페드로, 주앙 그라사, 소피아 페사냐, 브루노 실바, 휴고 실바가 설립했으며, 2014년 말 와이 콤비네이터에서 인큐베이팅되었다. 이 회사는 2014년 3월에 공식적으로 출범했다.
2014년 5월, 언바벨은 번역 플랫폼의 성장과 개발을 지원하기 위해 150만 달러의 시드 라운드를 유치했으며, 구글 벤처스, 매트릭스 파트너스, 카이사 캐피탈, 파버 벤처스, IDG 벤처스, 디지털 개러지, 실링 캐피탈 파트너스, 위펀더, 펀더스클럽, 엘라드 길, 레이몬드 톤싱 등 저명한 벤처 캐피탈 회사와 엔젤 투자자로부터 투자를 받았다.
2015년 초, 언바벨은 와이 콤비네이터의 가장 빠르게 성장하는 시드 단계 회사 중 하나로 인정받았다. 2016년 말, 언바벨은 주요 투자자인 노션 캐피탈과 카이사 캐피탈로부터 500만 달러를 유치했다.
2018년 초, 언바벨은 스케일 벤처 파트너스와 노션 캐피탈이 주도한 시리즈 B 펀딩으로 2,300만 달러를 유치하여 총 벤처 캐피탈 펀딩을 3,120만 달러로 늘렸다. 이 회사는 비공개 회사이다.
2019년 9월 24일, 언바벨은 AI+인간 번역 플랫폼을 더욱 개선하기 위해 시리즈 C 펀딩으로 6,000만 달러를 유치했다. 최신 펀딩 라운드는 e.ventures, 그레이크로프트, 인디코 캐피탈 파트너스 및 기존 투자자들의 참여로 포인트72 벤처스가 주도했으며, 총 펀딩은 9,100만 달러에 달했다.

## 미국에서
2019년 8월 언바벨은 펜실베이니아주 피츠버그에 연구소를 개설했다. 이 연구소는 미국 연구원 알론 라비가 이끌고 있다.
고객으로는 이지젯, Booking.com, 로비오 엔터테인먼트, 언더아머, 핀터레스트, 페이스북 등이 있다.